# هالة وردي
هالة وردي (مواليد 1973) باحثة وأستاذة جامعية تونسية (جامعة تونس المنار)، أطروحة الدكتوراه 2001 في الأدب الفرنسي في جامعة السوربون الجديدة، حول موضوع: أدب المرآة في العمل الروائيّ لـريمون كينو «La littérature au miroir dans l'œuvre romanesque de Raymond Queneau» .

## من مؤلفاتها
- أيام محمد الأخيرة (كتاب) 2016. (بالفرنسية: Les Derniers Jours de Muhammad)
- الخلفاء الملعونون (كتاب) 2019. (بالفرنسية: Les Califes maudits)